# Franz Mixa
Franz Mixa   (Viena, 3 de juny de 1902 - Múnic, 16 de gener de 1994) va ser un compositor, director d'orquestra i professor de música austríac.

## Biografia
Mixa va estudiar a l'Acadèmia Estatal de Música de Viena amb Eusebius Mandyczewski, Robert Heger, Franz Schmidt i Joseph Marx i va completar la seva formació el 1927 amb el diploma de Mestre de Capella. A més, va treballar a la temporada 1923/24 a la "Volksoper" de Viena com a acompanyant solista i des del 1923–26 com a segon director d'orquestra de l'Associació Acadèmica de l'Orquestra. El 1929 Mixa era a la Universitat de Viena després d'estudiar amb Robert Lach, Wilhelm Fischer, Guido Adler de la tesi i el clarinet en l'època de Mozart. Seguint la recomanació de Robert Heger, Mixa es va dirigir a Reykjavík el 1929 per dirigir el programa de música per a la celebració del mil·lenni del Parlament islandès (Althing) el 1930. Va romandre com a director musical a Reykjavík, on va fundar el conservatori i l'associació musical; va tornar a la seva terra natal Àustria el 1938. Primer va ensenyar teoria musical a la Universitat Karl Franzens de Graz i va dirigir l'escola d'òpera al conservatori estatal de Styrian. Després de 1932, el NSDAP havia unit que teniel 1938-1943 la direcció nacional de la música de cambra Reich Gau Styria. Després fou cridat a la Wehrmacht i el 1945 fou presoner pels francesos. Després de l'alliberament el 1947, va reconstruir el Conservatori Estatal i es va convertir en el seu director el 1952-57. Allí va conèixer la seva segona esposa, Hertha Töpper, amb la que es casaria el 1949 i posteriorment va tenir presentacions al concert. Amb el seu compromís amb l'òpera estatal de Baviera, tots dos es van mudar a Múnic, on va viure com a compositor autònom. Entre el 1971 i el 73 va treballar també a la Universitat de Música de Múnic.
Va ser enterrat al cementiri forestal de Solln a Múnic.

## Obres (selecció)
- Quartet de corda (1924)
- Cançó de sol oratori (1945/46)
- Petita música simfònica (1949)
- Fira alemanya (1949)
- Rapsòdia islandesa (1949/50)
- 5 simfonies

Òperes
- Eyvind i la seva dona (1937-39; UA 1964)
- El somni de la vida (1963)

## Premis
- Premi de composició del 1948 de la Societat d'Amics de la Música
- 1949 Ordre de Falcons
- 1949 Premi Joseph Marx de l'Estat d'Estíria (i també 1958)
- Títol de professor de 1955
- Medalla d'or de 1957 de serveis a la República d'Àustria
- 1962 Membre honorari del Tonkünstlerbund de Styrian
- 1976 Gran Decoració d'Honor de l'Estat d'Estíria
- Creu de cavaller de l'Ordre dels Falcons (Islàndia) de 1987
- 1988 Gran Medalla d'Honor d'Or de l'Estat d'Estíria